# Myadora
Myadora is een geslacht van tweekleppigen uit de  familie van de Myochamidae.

## Soorten
- Myadora albida Tenison-Woods, 1876
- Myadora antipodum E. A. Smith, 1881
- Myadora boltoni E. A. Smith, 1881
- Myadora brevis (G.B. Sowerby I, 1827)
- Myadora complexa Iredale, 1924
- Myadora compressa E. A. Smith, 1881
- Myadora convexa Angas, 1865
- Myadora crassa (Stutchbury, 1830)
- Myadora fluctuosa Gould, 1861
- Myadora novaezelandiae E. A. Smith, 1881
- Myadora oblonga Reeve, 1844
- Myadora ovata Reeve, 1844
- Myadora pandoriformis (Stutchbury, 1830)
- Myadora pulleinei Hedley, 1906
- Myadora rectangulata Barnard, 1964
- Myadora reeveana E. A. Smith, 1881
- Myadora rotundata G.B. Sowerby III, 1875
- Myadora royana Iredale, 1924
- Myadora striata (Quoy & Gaimard, 1835)
- Myadora subrostrata E. A. Smith, 1881
- Myadora tessera Hedley, 1912
- Myadora trigona Reeve, 1844